# Затварач (ватрено оружје)
Затварач (енгл. breech block, bolt) је део ватреног оружја којим се затвара цев са задње стране, ради опаљења метка, спречавања изласка барутних гасова за време проласка зрна кроз цев, извлачења и избацивања празне чахуре, и убацивања новог метка. Користи се код пушака, пиштоља и артиљеријских оруђа која се пуне отпозади, кроз отвор на задњем крају цеви, који се назива сандук или барутна комора (енгл. breech/chamber).

## Неаутоматско оружје

### Пушке
Затварач се први пут појавио код пушака острагуша (пушака које се пуне кроз отвор на задњем крају цеви, барутну комору, за разлику од мускета спредњача, које се пуне спреда, кроз уста цеви) које је конструисао Француз Исак Ла Шомет (Isaac de La Chaumette) 1704. и од тада је непрестано усавршаван: око 1780. Британац Дурс Ег (Durs Egg) подесио га је за пуњење картонским фишеком, а  Италијан Ђузепе Креспи (Giuseppe Crespi) додао му је резу за брављење (закључавање, чврсто спајање са цеви). 1818. у САД је Џон Хол (John Hall) конструисао затварач за капислару који је обухватао и механизам за опаљење, а Швајцарац Самуел Паули (Samuel Pauli) додао је папирној чахури месингано дно са капислом и конструисао је преклапајући затварач у чијем телу се налази игла за опаљење метка ударом у капислу. Користећи се том идејом (опаљење метка ударном иглом), Немац Н. Драјзе (Dreyse) конструисао је 1838. клизећи цилиндрични затварач који се ручицом покретао у сандуку у правцу осе цеви (напред и назад) и као чеп затварао цев (отуд каснији назив чепни затварач); брављење (са сандуком) вршило се окретањем тела затварача удесно за четвртину круга. Делови за опаљивање били су у телу затварача, а опруга ударне игле аутоматски се запињала при затварању затварача. Затварач Француза Антоана Шаспоа (Antoine Chassepot) био је сличан Драјзеовом, само је имао краћу иглу. За разлику од њих, Американац Кристијан Шарп (Christian Sharp) је 1848. конструисао затварач у облику масивног блока, који је при отварању и затварању клизио управно (одоздо) на осу цеви.

#### Врсте затварача
После појаве металне чахуре и сједињеног метка (1860), развој затварача кренуо је брже. Разликују се три врсте: у виду поклопца, масивни и у облику чепа. Затварач у виду поклопца (шарнира) окреће се око осовине која је паралелна оси цеви, а налази се са њене леве (руска пушка Крнка) или десне стране (британска пушка Снајдер), или је управна на осу цеви, па се затварач при отварању и затварању подиже унапред (аустроугарска пушка Венцл и америчка Спрингфилд). Ударна игла и опруга су у телу затварача, а опаљивање је орозом. Због тешкоћа око извлачења и избацивања празне чауре, ти затварачи нису нашли ширу примену.
Масивни затварачи, развијени на принципу Шарповог, били су прихваћени код америчке пушке Ремингтон (Remington), српске Пибоди (Peabody) и британске Мартини-Хенри (Martini-Henry).
Чепни (цилиндрични) затварач система Драјзе (нем. Dreyse) и Шаспо (франц. Chassepot) дао је најбоље резултате, па је, с извесним допунама (Немац Паул Маузер (1868) и Аустријанац Фердинанд Манлихер (1888) усавршили су брављење) остао у употреби до данас.

### Револвери
Револвери имају такозвани стојећи затварач (енгл. standing breech) полулоптастог облика, који је саставни део тела револвера и налази се непосредно иза добоша. Пошто заптивање барутних комора стојећим затварачем није потпуно (затварач је само наслоњен, а не фиксиран, да би се омогућило окретање добоша), губитак барутних гасова је знатан, а брзина, енергија и домет зрна релативно мали. Код револвера са телом из једног дела (енгл. solid frame revolver), на десној страни затварача налази се полукружни урез или реза (вратанца) за пуњење, која се шарком отвара уназад (Раст и Гасер), навише (Лефоше) или наниже (Наган).

## Аутоматско оружје
Први затварач аутоматског оружја конструисао је 1884. амерички конструктор Хирам Максим. Према конструкцији, начину кретања и брављења, деле се на клизеће (са механизмом за брављење), клинасте (попречно-покретне), инерционе (без механизма за брављење) и осцилирајуће (гибајуће).

## Артиљеријско оруђе
Затварачи артиљеријских оруђа појавили су се код првих оруђа спорометне артиљерије с изолученом цеви, средином 19. века. Први је конструисао Италијан Ђ. Кавали 1846, а усавршили су их Немци Шнајдер и Круп (1867) и Британац Викерс (1864). У Првом светском рату појавили су се и полуаутоматски, а касније и аутоматски. По облику могу бити клинасти, завојни и блок-системи, а по механизму рада - ручни, полуаутоматски и аутоматски.